# Long Live (песня Тейлор Свифт)
«Long Live» (с англ. — «Да здравствуют!») — песня американской певицы Тейлор Свифт, написанная ею самостоятельно и спродюсированная совместно с Нейтаном Чапманом для третьего студийного альбома Speak Now. Выход песни состоялся вместе с альбомом 25 октября 2010 года. «Long Live» — это песня в стиле хартленд-рок с гармонией гёрл-группы и звонкими рок-гитарами. В тексте песни Свифт выражает благодарность своим поклонникам и товарищам по группе, используя образы средней школы и королевской семьи для описания достижений в жизни рассказчика.
После выхода альбома Speak Now песня «Long Live» вошла в американский хит-парад Billboard Hot 100, где достигла 85-го места. Некоторые музыкальные критики посчитали эту песню изюминкой альбома и похвалили её исполнение и тексты, но другие посчитали её шаблонной и незапоминающейся. Ремикс с куплетами, написанными и исполненными на португальском языке бразильской певицей Паулой Фернандес, сопровождаемый музыкальным видеоклипом, был выпущен в качестве цифрового сингла в Бразилии в январе 2012 года для продвижения концертного альбома Speak Now World Tour – Live; он занял пятое место в чарте Brasil Hot 100 Airplay.
Свифт включила песню в сет-листы двух своих мировых туров, Speak Now World Tour (2011—2012) и Reputation Stadium Tour (2018), а также исполнила её на отдельных датах двух своих мировых туров, Red Tour (2013—2014) и The 1989 World Tour (2015).

## Мелодия
Американская певица и автор песен Тейлор Свифт выпустила свой третий студийный альбом Speak Now 25 октября 2010 года. Все 14 треков стандартного издания альбома она написала сама и спродюсировала их в соавторстве с Нейтаном Чапманом.
«Long Live» является заключительным треком альбома Speak Now в его 14-трековом стандартном издании.
В музыкальном плане «Long Live» — это хартленд-рок-песня с элементами современного кантри, звонкими рок-гитарами, громкими ударами тарелок и гармониями гёрл-групп.
Роб Шеффилд в журнале Rolling Stone сравнил гитары песни с гитарами в песне «Hysteria» рок-группы Def Leppard. Музыковед Джеймс Э. Пероун сравнил исполнение песни с рок-музыкой 1980-х годов, в частности с музыкой ирландской группы U2.

## Текст песни
Свифт посвятила песню «Long Live» своим коллегам по группе и поклонникам. В тексте песни отмечаются моменты триумфа в жизни рассказчика используются королевские особы (короли и королевы) и образы средней школы («You traded your baseball cap for a crown / And they gave us our trophies / And we held them up for our towns» — «Ты обменял свою бейсболку на корону / И они дали нам наши трофеи / И мы подняли их для наших городов») чтобы описать достижения в жизни. Рассказчик описывает себя как королеву, которая вместе с королем сражается с драконами, чтобы защитить своё королевство.
Свифт также признает, что её триумф когда-нибудь померкнет и есть горько-сладкие и пронзительные моменты («If you have children someday, when they point to the pictures, please tell them my name» — «Если у вас когда-нибудь будут дети, когда они будут смотреть на фотографии, пожалуйста, скажите им мое имя»). Ближе к концу Свифт поёт, «Will you take a moment / Promise me this / That you’ll stand by me forever» («Удели мне минутку / Пообещай мне это / Что ты будешь рядом со мной всегда»), что Billboard интерпретирует как её послание своим поклонникам. Пероун отметил, что лирическая тема преодоления трудностей для достижения победы в сочетании с «почти гимноподобной структурой» напоминает классическую песню Дэвида Боуи 1977 года «Heroes». Бриттани Спанос из Rolling Stone согласилась с такой интерпретацией, сказав, что «Long Live» отсылает к «Heroes» тем, что «изображает двух влюблённых, которые полюбовно расстались, но не без того, чтобы оставить друг у друга незабываемый след».
В Vulture, Нейт Джонс прокомментировал, что, несмотря на намерение Свифт посвятить трек своим коллегам по группе и поклонникам, «подростковая самомифологизирующая» лирика достаточно универсальна, чтобы быть воспринятой как песня выпускного вечера. Джонатан Киф из Slant Magazine прокомментировал, что трек содержит сказочные образы, напоминающие альбом Свифт 2008 года Fearless. В своем анализе для журнала New Statesman Анна Лешкевич посчитала, что образы корон, королей и королев в песне «Long Live» отражают оптимизм Свифт в отношении её жизни и карьеры, а также её искренность по отношению к своим поклонникам. Лешкевич отметила, что в некоторых более поздних песнях Свифт, таких как «Blank Space» (2014) и «Call It What You Want» (2017), образы стали более мрачными и представляли подводные камни жизни знаменитостей. Некоторые слова песни включены в одну из дневниковых записей Свифт от июня 2010 года, напечатанных в заметках её студийного альбома 2019 года Lover.

## Живые выступления
Первое живое исполнение Свифт песни «Long Live» состоялось в программе NBC Speak Now Thanksgiving Special, которая транслировалась 25 ноября 2010 года. Телевизионный спецвыпуск показывал создание альбома вместе с живым исполнением на крыше в Нью-Йорке.
Она также включила песню в сет-лист Speak Now World Tour, исполнив её в качестве последней песни перед запросами на бис.
Свифт исполняла «Long Live» на некоторых концертах своего последующего тура, включая the Red Tour (Ванкувер, июнь 2013 года) и the 1989 World Tour (Мельбурн, третий вечер, декабрь 2015 года). Во время Reputation Stadium Tour (2018), она исполнила попурри из «Long Live» и «New Year’s Day» на фортепиано.
Во время концертного тура The Eras Tour, на первом концерте в Канзас-Сити, который состоялся 7 июля 2023 года, Свифт исполнила «Long Live» после песни «Enchanted» в акте Speak Now, причем на той самой синей гитаре с рыбками кои, которую она использовала на её Speak Now World Tour.

## Отзывы
После выхода Speak Now песня дебютировал на 85-м месте в американском хит-параде Billboard Hot 100. В рецензии на Speak Now в журнале Rolling Stone Шеффилд назвал её «нелепо перегруженным гимном выпускного бала». Он поставил её на высокое шестое место в своём списке всех (около 200) песен в дискографии Свифт, назвав её «песней, которую никто другой не смог бы написать, [отметив] эти мощные аккорды». На BBC Music Мэтью Хортон отметил этот трек как пример зрелого песенного творчества Свифт. В ретроспективе 2021 года для журнала Consequence Наталия Барр назвала «Long Live» лучшей песней с альбома Speak Now, похвалив её гимническое исполнение и лирические настроения и заявив, что со временем она «стала только лучше». Сравнивая эту песню с «Change» из альбома Fearless, редактор PopMatters Дэйв Хитон считает, что песня несколько шаблонна, но неоднозначность её тематики усиливает её привлекательность как гимна. Спанос включил её в число 10 лучших треков в дискографии Свифт, написав: «Свифт может заставить влюбленность звучать так, будто все праздники происходят одновременно».
С менее позитивной стороны, Киф считает, что школьные образы продемонстрировали отсутствие у Свифт репертуара в написании песен. В своей рецензии для HitFix Мелинда Ньюман сочла «Long Live» слишком длинной и лирически безыскусной по сравнению с более острой лирикой других треков. Микаэль Вуд из Spin выбрал песню как одну из самых забываемых, наряду с «Sparks Fly». В NME Ханна Майлреа в рейтинге каталога Свифт за 2020 год посчитала «Long Live» заурядным наполнителем альбома Speak Now.

## Чарты
| Чарт (2012)                                 | Высшая позиция |
| ------------------------------------------- | -------------- |
| США (Billboard Hot 100)                     | 85             |
| США (Country Digital Song Sales, Billboard) | 13             |

| Чарт (2012)                       | Высшая позиция |
| --------------------------------- | -------------- |
| Бразилия (Brasil Hot 100 Airplay) | 5              |
| Бразилия (Brasil Hot Pop)         | 2              |

## Long Live (Taylor’s Version)
Перезаписанная версия песни «Long Live» под названием «Long Live (Taylor’s Version)» была выпущена 7 июля 2023 года на Republic Records в рамках альбома Speak Now (Taylor’s Version), третьего перезаписанного альбома Свифт.

### Чарты
| Чарт (2023)                              | Высшая позиция |
| ---------------------------------------- | -------------- |
| Австралия (ARIA)                         | 53             |
| Канада (Billboard Canadian Hot 100)      | 58             |
| Мир (Billboard Global 200)               | 55             |
| Филиппины (Billboard)                    | 16             |
| Сингапур (RIAS)                          | 29             |
| Великобритания (UK Streaming Chart, OCC) | 99             |
| США (Billboard Hot 100)                  | 53             |
| США (Billboard Hot Country Songs)        | 24             |